# Тринідад і Тобаго на літніх Олімпійських іграх 2000
Тринідад і Тобаго брали участь у Літніх Олімпійських іграх 2000 року у Сіднеї (Австралія) учотирнадцяте за свою історію, і завоювали одну бронзову та одну срібну медалі. Збірну країни представляло 19 спортсменів, у тому числі 5 жінок.

## Срібло
- Легка атлетика, чоловіки, 100 метрів — Ато Болдон.

## Бронза
- Легка атлетика, чоловіки, 200 метрів — Ато Болдон.

## Склад олімпійської збірної Тринідад і Тобаго

### Плавання
Спортсменів — 3
У наступний раунд на кожній дистанції проходили найкращі спортсмени за часом, незалежно від місця, що зайняли у своєму запливі.
Чоловіки
| Спортсмен            | Змагання            | Попередні запливи | Попередні запливи | Півфінали  | Півфінали  | Фінал      | Фінал      |
| Спортсмен            | Змагання            | Результат         | Місце             | Результат  | Місце      | Результат  | Місце      |
| -------------------- | ------------------- | ----------------- | ----------------- | ---------- | ---------- | ---------- | ---------- |
| Себастьєн Паддінгтон | 200 м вільний стиль | 1:55,40           | 47                | Не пройшов | Не пройшов | Не пройшов | Не пройшов |
| Джордж Бовелл        | 400 м комплекс      | 4:29,52           | 36                |            |            | Не пройшов | Не пройшов |

Жінки
| Спортсменка   | Змагання         | Попередні запливи | Попередні запливи | Півфінали  | Півфінали  | Фінал      | Фінал      |
| Спортсменка   | Змагання         | Результат         | Місце             | Результат  | Місце      | Результат  | Місце      |
| ------------- | ---------------- | ----------------- | ----------------- | ---------- | ---------- | ---------- | ---------- |
| Шівон Кроппер | 100 м батерфляєм | 1:03,34           | 40                | Не пройшла | Не пройшла | Не пройшла | Не пройшла |